# 阿尔巴尼亚城市列表
本表列出阿尔巴尼亚的城市，以2011年人口数量排列：

## 10万以上
1. 地拉那
2. 都拉斯

## 5万-10万
1. 爱尔巴桑
2. 斯库台
3. 发罗拉
4. 科尔察
5. 费里

## 1万-5万
1. 培拉特
2. 卢什涅
3. 卡瓦亚
4. 波格拉德茨
5. 拉奇
6. 吉诺卡斯特
7. 克鲁亚
8. 库乔韦
9. 库克斯
10. 莱什
11. 萨兰达
12. 佩什科比
13. 布雷尔
14. 乔罗沃达
15. 利布拉什德
16. 台佩莱纳
17. 格拉姆什